# Talco (Texas)
Talco è una città degli Stati Uniti d'America, situata nello Stato del Texas, nella Contea di Titus.